# Грб Братунца
Грб Братунца званични је симбол српске општине Братунац.
Након спроведеног конкурса за нови грб Општине Братунац, стигло је седам рјешења, а Комисија за избор општинских симбола одабрала је рјешење хералдичара Драгомира Ацовића, што су и одборници Скупштине Општине Братунац потврдили на седници 18. октобра 2021. године. Тиме је донесена Одлука о употреби симбола општине.

## Опис грба
Мали (основни) грб Општине представља штит у коме је на плавом пољу преплетени и пољем отворени крст од сребрних трнових грана у чијој се тачки укрштања стабла и антена крста налази црвена ружа златног семена и зелених залистака.
Средњи грб је истоветан малом грбу, али је штит крунисан сребрном каменом озиданом бедемском круном са три видљива мерлона, и са два средњовјековна штита који носе грб Дињичића (седам пута расечен црно и златно) између мерлона круне. Испод штита исписано је црним словима БРАТУНАЦ.
Велики грб је средњи грб Братунца окружен чуварима, и то - десно гологлави Св. Великомученик и Побједоносац Георгије одевен у позноримски војнички оклоп преко плаве тунике са златним перибрахионима, са тиркизно плавим ногавицама и одговарајућом обућом, огрнут црвеним војним палудаментом прикопчаним на десном рамену малим сребрним штитом са црвеним крстом у њему, са десном шаком на срцу, са мачем опасаним о струк и са бадемастим златно оперваженим сребрним штитом на коме је црвени крст на левом боку, а лево Св. Деспот Стефан Лазаревић, звани Високи, крунисан и одевен према канону византијских деспота епохе позних Палеолога, укључујући тамно црвену коласту аздију са златним перибрахионима, златан и драгуљима украшен лорос и манијакос и црвени плашт, који у подигнутој левој руци носи сребрни свитак; оба светитеља око главе имају златан ореол. Оба чувара држе руком ближом штиту црно златом оковано копље са кога се у поље вије квадратни стег Републике Српске опшивен златним ресама (десно), односно Братунца (лево), опшивен истим таквим ресама. Стег Братунца истоветне је садржине као штит основног грба. Постамент грба је природна зелена долина између два купаста брда, у чијем је подножју руковет грана златног лиснатог јесењег храста, са златном траком исписаном црним словима 1399 - БРАТУНАЦ - 1927, и, испод свега, са плавом таласастом гредом.

## Стари грб
Пре овог грба по свим правилима савремене српске хералдика, Општина Братунац користила је грболики амблем.
Грб облика шпанског штита на коме су стилизовано представљене двије зелене планине, обрубљене бијелим што треба да истакне планински рељеф општине. На доњем дијелу поља смјењују се валовите линије, од чега су двије бијеле, а двије плаве боје које стилизовано представљају ријеке Дрину, Дрињачу, Крижевицу и Глоговачку ријеку. Горње поље је азурно плаво и стилизовано иза планина је приказ сунца. У врху грба стоји број 1381 - што представља годину када се град први пут помиње у писаним документима (лат. Cerca pireglo de Bratunac), док у дну грба стоји мото са именом општине „Братунац“.